# Galigaï (roman)
Pour le personnage historique, voir Galigaï.
Galigaï est un roman de François Mauriac publié à Paris en 1952 aux éditions Flammarion.

## Résumé
Le roman est situé dans une petite ville du Bordelais, Dorthe ; Marie, dix-sept ans, fille d'Armand et Julia Dubernet, de riches bourgeois, a pour préceptrice et chaperon une veuve, Agathe de Camblanes, disgracieuse et maladive mais dotée d'une volonté de fer, surnommée Galigaï, du nom de la confidente de la reine Marie de Médicis. Marie est amoureuse de Gilles Salone, le fils d'un médecin ; sa mère s'oppose à cet amour, jugeant Gilles indigne de leur famille. Afin de revoir Marie, Gilles demande à son ami Nicolas Plassac de feindre d'être épris d'Agathe.

## Éditions
- Galigaï, Paris, Flammarion, 1952, 177 pages.
- Galigaï, Paris, Ditis (collection J'ai lu, n° 93), 1961, 191 pages.
- Galigaï, Levallois-Perret, Cercle du bibliophile, 1966, 173 pages.
- Galigaï, Genève, Éditions de Crémille (Collection des grands romans contemporains, n° 22), 1973, 250-[16] pages.